# جورج غرانثام
جورج غرانثام (بالإنجليزية: George Grantham)‏ هو لاعب كرة قاعدة أمريكي، ولد في 20 مايو 1900 في غالينا في الولايات المتحدة، وتوفي في 16 مارس 1954 في كينغمان في الولايات المتحدة.

## وصلات خارجية
- جورج غرانثام على موقعبيزبول رفرنس.كوم (الدوري الرئيسي) (الإنجليزية)
- جورج غرانثام على موقعبيزبول رفرنس.كوم (الدوري الثانوي) (الإنجليزية)